# SexyPöxyt
SexyPöxyt ist ein finnischer Fußballverein aus dem Espooer Stadtteil Laaksolahti.

## Geschichte
SexyPöxyt wurde 1985 gegründet – unter anderem gehörte der spätere Geschäftsführer der Veikkausliiga Jan Walden zu den Gründungsmitgliedern des Klubs – und spielte zunächst im regionalen Ligabereich. Dabei erreichte die Mannschaft 2000 erstmals mit der Kolmonen die höchste regionale Spielklasse, wo sie sich anschließend etablierte. Zeitweise musste der Klub in der Folge unter dem verkürzten Namen „Pöxyt“ antreten, da der eigentliche Name dem Suomen Palloliitto zu anstößig war. Nach zwei dritten Plätzen wurde die Mannschaft um den vormaligen finnischen Nationalspieler Erfan Zeneli am Ende der Spielzeit 2022 Vizemeister ihrer Staffel und schaffte damit den Sprung in den vom finnischen Verband verwalteten Ligabereich. In der seinerzeit drittklassigen Kakkonen verpasste der Klub sportlich den Klassenerhalt, profitierte jedoch von der Insolvenz des Erstligisten FC Honka Espoo – dessen in der Kakkonen antretende Reservemannschaft hatte sich vor SexyPöxyt platziert, so dass nur der Tabellenletzte Pargas IF absteigen musste. Aufgrund einer parallelen Ligareform mit der Einführung der Ykkösliiga als neuer zweithöchster Spielklasse war die Spielklasse jedoch fortan nur noch viertklassig.
Den größten Erfolg im finnischen Fußballpokal gelang dem Verein 2022, als sie die 5. Runde erreichten und dort am damaligen Erstligisten Helsingfors IFK scheiterten.

## Erfolge

### Finnischer Regionenpokal
2015/16: Viertelfinale
2021/22: Sieger
2023/24: Halbfinale (SexyPöxyt TNT)

### Finnischer Fußballpokal
2021/22: 5. Runde
2023/24: 5. Runde (SexyPöxyt TNT)